# 相双五城信用組合
相双五城信用組合（そうそうごじょうしんようくみあい）は、福島県相馬市に本店を置く信用組合。

## 概要
2013年11月25日、相双信用組合と五城信用組合が対等合併（法人格上は、相双信組が存続法人となり、五城信組を吸収合併）。相双五城信用組合として発足した。
前身両信組とも東日本大震災の被災地が営業区域であり、福島第一原子力発電所事故による原子力災害に伴い、国から避難区域とされた双葉郡内に所在する旧相双信組の3店舗（浪江支店、大熊支店、富岡支店）は長期休業中であったが、2020年1月に浪江支店がリニューアルオープン。2025年5月現在は大熊・富岡の両支店も浪江支店のブランチ・イン・ブランチとして営業中である。

## 沿革[6]
- 1951年11月 -  中村信用組合として設立。
- 1954年7月 -  相馬信用組合に改称。
- 1962年5月 -  相双信用組合に改称。
- 1991年10月 - 全国信用組合共同センター（SKC）に加盟。
- 2012年1月 -  株式会社整理回収機構より139億円の公的資金注入を受ける（10年返済）。
- 2013年3月4日 - いわき市にいわき支店を開設。
- 2013年7月3日 - 亘理郡亘理町に亘理支店を開設し、合併に先立って、宮城県に進出。
- 2013年11月 - 五城信用組合を吸収合併。相双五城信用組合として発足。
- 2017年1月21日 - 富岡町のさくらモールとみおか内にATMコーナー設置(営業休止中の富岡支店の出張所扱い)。
- 2023年10月2日 - 大熊支店及び富岡支店を浪江支店に統合。
- 2024年4月１日 - この日よりセブン銀行ATM利用時の手数料を全時間帯、有料とした[7]。